# Бригахталь
Бригахталь (нем. Brigachtal) — община в Германии, в земле Баден-Вюртемберг. 
Подчиняется административному округу Фрайбург. Входит в состав района Шварцвальд-Бар.  Население составляет 5095 человек (на 31 декабря 2010 года). Занимает площадь 22,80 км².